# آن ایدالگو
آنه ایدالگو (انگلیسی: Anne Hidalgo؛ زادهٔ ۱۹ ژوئن ۱۹۵۹) یک سیاست‌مدار اسپانیایی‌تبار اهل فرانسه است. او هم‌اکنون شهرداری شهر پاریس را برعهده دارد و اولین زنی‌است که بدین مقام رسیده. وی همچنین برنده جوایزی همچون لژیون دونور (شوالیه) شده است.
پدرش الکتریسین و مادرش خیاط بود.
‏او در محلهٔ وِز شهر لیون بزرگ شد و در ۱۴ سالگی ملیت فرانسوی گرفت.